# Edward Amoore
Edward John Amoore (* 20. März 1877 in London; † 11. Juli 1955 ebenda) war ein britischer Sportschütze.

## Erfolge
Edward Amoore nahm an den Olympischen Spielen 1908 in London in vier Disziplinen mit dem Kleinkalibergewehr teil. Im liegenden Anschlag erreichte er den fünften Platz, den Wettbewerb auf das bewegliche Ziel beendete er auf dem 19. Platz. Weitaus erfolgreicher verlief für ihn der Wettkampf auf das verschwindende Ziel, in dem er wie sieben weitere Konkurrenten den Bestwert von 45 Punkten erzielte. Nach Auswertung der Ziele wurde William Styles zum Olympiasieger erklärt, während Amoore auf dem dritten Platz hinter Harold Hawkins gewertet wurde und damit die Bronzemedaille gewann. Im Mannschaftswettbewerb, bei dem nur drei Mannschaften antraten, setzten sich die Briten mit 771 Punkten gegen Schweden und Frankreich durch und wurden damit Olympiasieger. Neben Amoore gehörten Maurice Matthews, Harold Humby und William Pimm zur britischen Mannschaft. Er war mit 189 Punkten zwar der schwächste britische Schütze, allerdings erzielte keiner der schwedischen oder französischen Schützen eine höhere Punktzahl.